# Lac Tasiujaq
Der Lac Tasiujaq ist eine 712 km² große dreieckförmige Inlandsbucht an der Ostküste der Hudson Bay knapp oberhalb des 56. nördlichen Breitengrads in der Region Nunavik in der zur kanadischen Provinz Québec gehörenden Verwaltungsregion Nord-du-Québec.

## Namensgebung
Das Gewässer trug bis 2016 den offiziellen Namen Lac Guillaume-Delisle. Noch früher war es auch als Richmond Gulf bekannt. 2008 baten Regionalräte die Commission de toponymie du Québec um eine offizielle Namensänderung des Gewässers in Lac Tasiujaq. Der Gewässername Tasiujaq kommt aus der Innu-Sprache und bedeutet „das wie ein See aussieht“.

## Lage
Die Inlandsbucht wird oft auch als Golf, Ästuar oder See bezeichnet, da sie durch einen natürlichen Kanal mit dem offenen Meer verbunden ist und damit fjordähnlichen Charakter mit leichten Gezeiten und brackigem Wasser aufweist.
Die Längsausdehnung beträgt 61 km, die Breite 22 km.
Der weite Umkreis des Lac Guillaume-Delisle – einschließlich des Lac Wiyâshâkimî (vormals Lac à l’Eau Claire) und des Lacs des Loups Marins – gehören zum Parc national Tursujuq.
Die Inuit-Siedlung Umiujaq befindet sich an der Küste der Hudson Bay, 15 km westlich vom Nordende der Bucht gelegen.

## Geographie
Die Topographie des Lac Guillaume-Delisle ist das Ergebnis zweier geologischer Verwerfungen, welche parallel zur Küste verlaufen. 
Die resultierenden Verschiebungen führten zur Bildung von Kliffen, die das Westufer des Lac Guillaume-Delisle dominieren. 
Am Westufer befinden sich hohe Felswände aus Sedimentgestein, die steil aus dem brackigen Wasser emporragen. 
Dieses ungewöhnliche Küstenrelief aus asymmetrischen Hügeln wird von den Hudsonian Cuestas gebildet, dem höchsten Schichtstufensystem in Québec. 
Es gibt lediglich eine schmale Unterbrechung dieser Hügelkette im äußersten Südwesten des Lac Guillaume-Delisle, der so genannte „Le Goulet“ (frz. für „Engpass“ oder „Flaschenhals“), welche ein 5 km langes kataklinales Tal darstellt, welches etwa 300 m breit ist und von 200 m hohen Felswänden eingerahmt ist.
Große Wassermassen zwängen sich aufgrund der Gezeitenströme durch diesen Kanal und führen zu Höhendifferenzen in den Wasserspiegeln von bis zu 50 cm. 
Die Passage bleibt das ganze Jahr über eisfrei. 
Das Ostufer des Lac Guillaume-Delisle steigt flacher an und besteht überwiegend aus dem Gestein des Kanadischen Schilds, welcher vielerorts von einer Basaltschicht überdeckt wird.
Mehrere große Flüsse, darunter Rivière à l’Eau Claire, Rivière au Caribou, Rivière De Troyes und Rivière du Nord, münden in die Bucht. Diese Flüsse weisen typischerweise an ihren Mündungen starke Stromschnellen oder Wasserfälle auf.
Point Pamiallualuk ist ein schmaler Felsausläufer, der 2 km in die Hudson Bay hineinragt, unmittelbar nördlich des Le Goulet. Hier trifft der nach Norden fließende Gezeitenstrom der Hudson Bay auf eine schwächere Gegenströmung, was zu Verwirbelungen führt, die durch starke Winde noch verstärkt werden können.
An der Südküste der Bucht befinden sich Überreste des aufgegebenen Handelspostens der Hudson’s Bay Company namens Fort Richmond, welche in den Jahren 1750 bis 1759 und 1921 bis 1927 bestand.

## Geschichte
1744 fuhr Thomas Mitchell, Kapitän eines kleinen Schiffes der Hudson’s Bay Company (HBC) in die Bucht und gab ihr den Namen "Sir Atwell's Lake", höchstwahrscheinlich zu Ehren des HBC Deputy Governor Sir Atwell Lake, dessen Nachname "Lake" jedoch für Verwirrung sorgte. 
Mitchell notierte im selben Jahr auch die Ortsbezeichnung "Winipeq", die von den Innu verwendet wurde. Die Landkarte von William Coats (1749) identifizierte den See unter dem Cree-Namen "Artiwinipeck" und auf Englisch als "Sir Atwell's Lake". 
1750 errichtete die Hudson’s Bay Company einen Handelsposten auf einer Insel namens Factory Island vor der Südküste des Sees. Wegen der geringen Wirtschaftlichkeit wurde dieser 1759 schon wieder aufgegeben.
Später erhielt die Bucht weitere Namen: "Winipeke Bay", "Hazard Gulf", "Gulf of Richmond" und "Richmond Bay" bis schließlich 1905 die Geography Commission of Canada die Bezeichnung "Richmond Gulf" akzeptierte. 
1962 entschied die Regierung von Québec, Orten im nördlichen Québec französische Namen zu geben, so dass die Bucht bis 2016 "Lac Guillaume-Delisle", zu Ehren des französischen Kartographen Guillaume Delisle (1675–1726), hieß. 

## Flora und Fauna
Die vielen Flüsse, die in die Bucht fließen, verursachen das brackige Wasser, welches Lebensraum für Bachsaiblinge, Coregoninae, Belugawale und Robben bildet. 
Viele Vogelarten, darunter Seetaucher, Eiderenten und Wanderfalken brüten hier in den Sommermonaten. 
Es gibt in der umgebenden Tundra vereinzelt Schwarzfichten und Lärchen. 